# Kenelm Digby
Kenelm Digby (Gayhurst, 11 luglio 1603 – Londra, 11 giugno 1665) è stato un filosofo, diplomatico e corsaro britannico.

## Biografia
Appartenente alla piccola nobiltà dello Buckinghamshire, Kenelm era figlio di sir Everard Digby, giustiziato nel 1606 per la sua partecipazione alla Congiura delle polveri. 
Allevato al cattolicesimo nel 1618 frequentò senza laurearsi l'università di Oxford dove ebbe come maestro il matematico, astronomo ed occultista Thomas Allen (1542–1632) che stimò tanto il giovane allievo da chiamarlo il Pico della Mirandola del suo tempo e che ne divenne amico lasciandogli in eredità alla sua morte la sua biblioteca 
Tra il 1620 e il 1623 Digby si recò in Europa e soggiornò in Italia dove frequentò la corte dei Medici e dove nel 1621 fu colpito dal vaiolo.
Nel 1623 si recò a Madrid dove seppe guadagnarsi il favore del principe di Galles, il futuro Carlo I d'Inghilterra che si trovava colà per negoziare le sue nozze con l'infanta. Tornato in Inghilterra nell'ottobre dello stesso anno fu insignito del titolo di baronetto da Giacomo I d'Inghilterra per ricompensarlo del suo servizio al figlio.
Verso il 1625 sposò con un matrimonio tenuto segreto per qualche anno Venetia Stanley, una donna dal passato burrascoso, da tempo amata: una figura resa ancora più enigmatica e dai contorni confusi che egli idealizzandola ne fece nelle sue memorie.

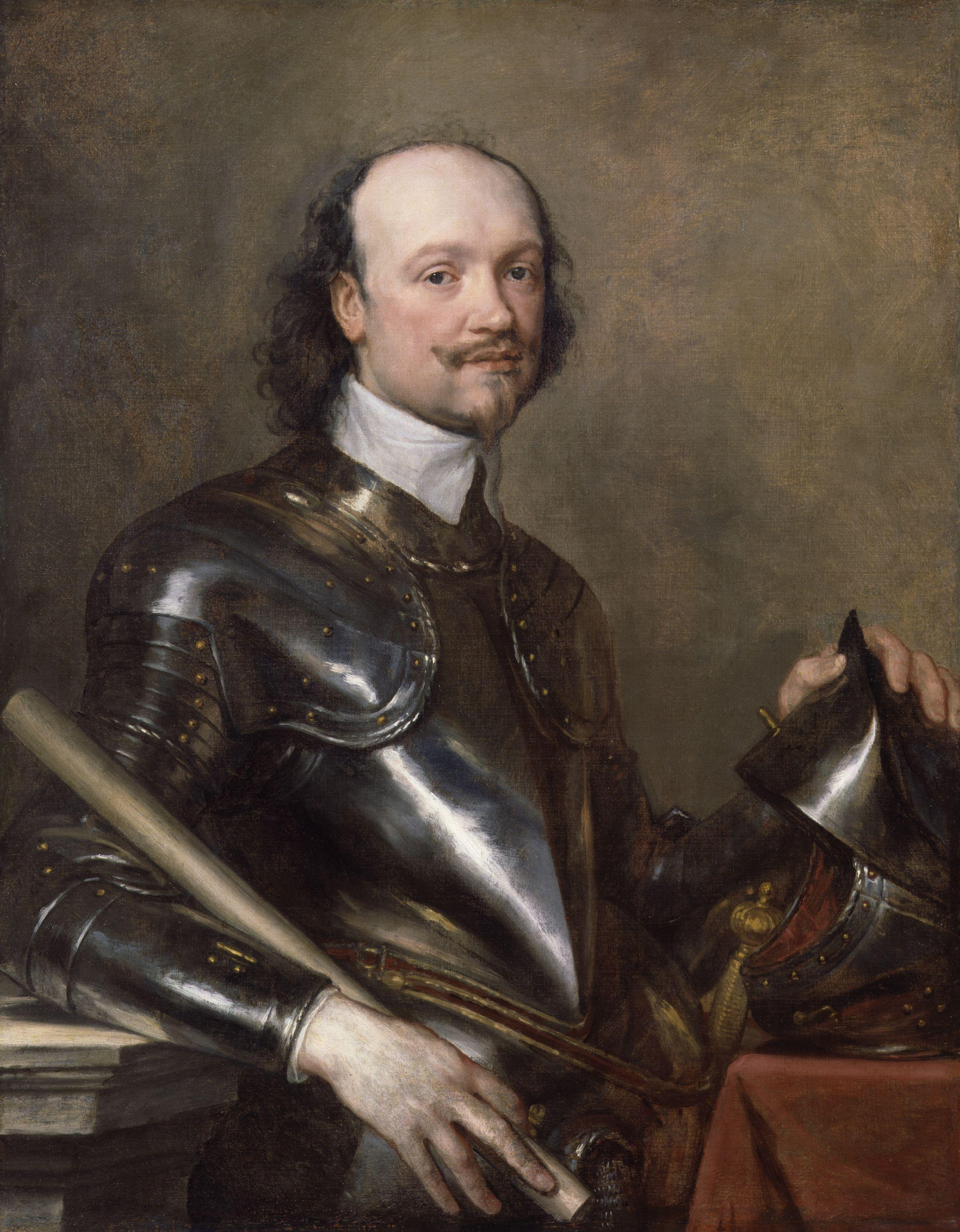
Ritratto da Van Dyck

Nel 1628 Digby offrì il suo servizio come corsaro gentiluomo all'Inghilterra in guerra con la Spagna e la Francia. Con una flottiglia composta da due navigli, l'Eagle e il George and Elisabeth, Digby perlustrò il Mediterraneo rimanendo poi per qualche tempo alla fonda ad Algeri per un'epidemia che aveva colpito il suo equipaggio. La sua impresa quindi perse di efficacia poiché, come egli scrive: «la voce della mia presenza negli Stretti si sparse per tutti quei mari e io persi la migliore stagione» non potendo più contare sulla sorpresa.
Dopo aver suscitato l'ostilità dei veneziani vendendo le merci ricavate dagli abbordaggi nei porti da quelli controllati, si scontrò con scarso successo con le galee veneziane schierate a difesa di navi spagnole nella baia di Alessandretta. Tornato in Inghilterra nel 1629 la sua fama di pirata gentiluomo gli valse un'ampia notorietà di patriota e devoto alla Corona anche per la sua conversione al protestantesimo avvenuta nel 1630.
La morte della moglie nel 1633 colpì profondamente Digby, anche per le voci che circolavano sulla morte della consorte che si diceva dovuta ad avvelenamento procurato dallo stesso marito per gelosia. Voci che portarono, fatto insolito per l'epoca, a far condurre dalle autorità un'autopsia che stabilì la causa della morte a una non meglio precisata malattia congenita .
Digby si ritirò dalla vita pubblica e tornò nel 1635 alla religione cattolica che difese in diverse opere (A conference with a lady about choice of a religion (1638).
In esilio volontario a Parigi per aver sostenuto Carlo I nella sua lotta per stabilire episcopato in Scozia fu costretto a tornare in Francia quando i puritani nel 1641 lo avevano fatto dichiarare apostata dal Parlamento.
Durante la Guerra civile inglese fu incaricato di missioni diplomatiche segrete che egli condusse con scarsi risultati. sia dalla regina consorte Enrichetta Maria di Borbone-Francia sia dallo stesso Oliver Cromwell che gli fece ottenere nel 1656 la restituzione dei suoi beni incamerati dallo Stato.
Con la Restaurazione tornò nel 1660 in Inghilterra dove fu uno dei fondatori della Royal Society (1663). Godé del favore della regina madre Enrichetta Maria ma non fu altrettanto benvisto dal re Carlo II che lo bandì temporaneamente dalla corte. Molto stimato morì a Londra all'età di 62 anni probabilmente per calcoli renali.
Suo discendente fu lo scrittore, nobile e religioso Henry Digby Beste.

## Pensiero e opere
Pur estimatore della fisica moderna di Galileo Galilei e del razionalismo di Cartesio e Gassendi, egli condivideva le credenze del suo tempo nell'occultismo e nell'alchimia. Fu lui a diffondere in Europa la "Polvere di simpatia" un preparato composto di vetriolo impastato con gomma dalle virtù mediche risanatrici . A Digby viene attribuito l'uso di imbottigliare lo champagne in pesanti bottiglie di vetro chiuse ermeticamente da tappi di sughero, sino allora usati solo per chiudere le botti. In questo modo il vino manteneva le sue qualità più a lungo rispetto a quello conservato nelle botti.
Pur disprezzando la cultura accademica seicentesca, il pensiero di Digby rimase nel solco tradizionale della filosofia aristotelica a cui si ispirano i suoi due trattati sulla natura del corpo e dell'anima.
Tra i suoi scritti più importanti vi sono:
- Observations upon Religio Medici, (1643);
- Two Treatises: Of Bodies and of Man's Soul, (1643);
- Letters between Lord George Digby and Sir Kenelm Digby Concerning Religion, (1651);
- A Discourse concerning Infallibility in Religion, (1652);
- Institutiones peripateticae ad mentem Kenelmi, Lione 1646, Londra, 1647; Parigi, 1655, pubblicate dal suo amico Thomas White (1593–1676) con lo pseudonimo di Thomas Anglus.
- Demonstratio immortalitatis animae rationalis, Parigi, 1651, seconda edizione Parigi 1655, con una prefazione di Thomas Anglus.